# Масерија Монтефалко (Авелино)
Масерија Монтефалко је насеље у Италији у округу Авелино, региону Кампанија.
Према процени из 2011. у насељу је живело 21 становника. Насеље се налази на надморској висини од 634 м.